# Радойчич, Радожица
Радожица Радойчич (сербохорв. Радожица Радоjчић; 23 ноября 1931, Мостаница, Королевство Югославия — 6 мая 2021, Белград, Сербия) — югославский футбольный тренер.

## Биография
Начинал работать на серьезном уровне с «Рударом» из Плевли. Затем он доводил «Бор» до финала Кубка Югославии. Затем специалист переехал в Тунис, где он руководил рядом клубов. Также Радойчич являлся наставником сборной этой страны.

## Достижения
- Обладатель Кубка Туниса (1): 1981/82.
- Финалист Кубка Югославии (1): 1967/68.
- Победитель Второй лиги Югославии (1): 1967/68.